# Matej Šekli
Matej Šekli, slovenski jezikoslovec, * 20. oktober 1976, Šempeter pri Gorici, Slovenija.

## Življenje
Na Filozofski fakulteti v Ljubljani je leta 2001 diplomiral iz primerjalnega slovanskega jezikoslovja in slovenistike, leta 2007 pa doktoriral iz jezikoslovja. Predava na Oddelku za slavistiko in Oddelku za slovenistiko Filozofske fakultete, sodeluje z Inštitutom za slovenski jezik Frana Ramovša ZRC SAZU, od 2018 je predsednik Slavističnega društva Slovenije.
Področja, ki jih raziskuje, so primerjalno jezikoslovje slovanskih jezikov, zgodovinska slovnica in narečjeslovje slovenskega jezika, slovensko imenoslovje ter jeziki v stiku. Leta 2008 je izdal znanstveno monografijo Zemljepisna in osebna lastna imena v kraju Livek in njegovi okolici, je tudi soavtor dveh jezikovnih atlasov: Slovenskega lingvističnega atlasa (SLA) in Slovanskega lingvističnega atlasa (OLA).

## Izobrazba
28. 5. 2001 je diplomiral iz primerjalnega slovanskega jezikoslovja in slovenistike (z diplomsko nalogo Neregularni refleks za psl. *ě v rezijanskem narečju slovenščine, mentorici red. prof. dr. Alenka Šivic-Dular in red. prof. dr. Vera Smole) ter leta 27. 9. 2007 doktoriral iz jezikoslovja (z doktorsko disertacijo Ledinska imena v kraju Livek in njegovi okolici, mentorica red. prof. dr. Alenka Šivic-Dular), oboje na Filozofski fakulteti Univerze v Ljubljani.
V letnem semestru študijskega leta 1999 je študiral slavistiko na Karlovi univerzi v Pragi, v študijskem letu 2001–02 pa na Filološki fakulteti Univerze v Leipzigu na študijskih programih Nemško-slovansko imenoslovje in Sorabistika (lužiška srbščina), hkrati pa se v organizaciji Inštituta za interdisciplinarne baltske študije Univerze v Münstru seznanjal z litovskim jezikom, književnostjo in kulturo v Bonnu in Vilni.
Strokovno se je izpopolnjeval tudi na poletnih šolah slovanskih jezikov na Češkem (češki jezik), Poljskem (poljski jezik), v Lužici (Nemčija) (lužiškosrbski jezik), Ukrajini (ukrajinski jezik), Bolgariji (bolgarski jezik), Makedoniji (makedonski jezik), na Slovaškem (slovaški jezik) ter med Kašubi (Poljska) (kašubski jezik) ter indoevropeističnih jezikoslovnih poletnih šolah (Leiden na Nizozemskem).

## Delo
Od januarja 2003 je zaposlen na Filozofski fakulteti Univerze v Ljubljani. Od oktobra 2009 na Oddelku za slavistiko in na Oddelku za slovenistiko. Predava predmete s področja primerjalnega jezikoslovja slovanskih jezikov.
Poleg uvajalnega predmeta Uvod v slovansko jezikoslovje (za študente slovenščine, južnoslovanskih jezikov, ruščine, poljščine, češčine in slovanščine ter indoevropskega primerjalnega jezikoslovja) na študijskem programu Primerjalno slovansko jezikoslovje predava naslednje predmete:
- Pregled slovanskih jezikov
- Pregled zgodovine (slovanskega) primerjalnega jezikoslovja
- Pregled metod zgodovinskega jezikoslovja
- Primerjalno naglasoslovje slovanskih jezikov
- Primerjalno oblikoslovje slovanskih jezikov
- Primerjalno besedotvorje slovanskih jezikov
- Uvod v slovansko imenoslovje
- Leksikologija slovanskih jezikov
- Arealni vidiki slovanskih jezikov
- Primerjalna skladnja slovanskih jezikov
- Osnove gornje in dolnje lužiške srbščine
- Uvod v baltistiko

Pod njegovim mentorstvom nastajajo diplomske naloge s področja primerjalnega slovanskega jezikoslovja ter aplikacije le-tega pri preučevanju zgodovine posameznih slovanskih jezikov. Opazen je delež diplomskih nalog s področja imenoslovja; eno med njimi je bilo nagrajeno s fakultetno Prešernovo nagrado in hkrati doživelo objavo v obliki znanstvene monografije (Maruša Brozovič: Ledinska in hišna imena v vasi Selšček, Ljubljana: Oddelek za slovenistiko, 2013).
Kot gostujoči predavatelj je doslej predaval tudi na drugih slovenskih univerzah (na Univerzi v Novi Gorici je v študijskih letih 2007–08 in 2008–09 soizvajal predmeta Zgodovina slovenskega jezika in Slovenska dialektologija, na Filozofski fakulteti Univerze v Mariboru je v letnem semestru študijskega leta 2011–2012 izvajal predmet Stara cerkvena slovanščina, na Filozofski fakulteti Univerze na Primorskem v Kopru je v letnem semestru študijskega leta 2012–2013 izvajal predmet Slovenska etimologija) in v tujini (na Filozofski fakulteti Univerze v Trstu je v letih semestrih študijskih let 2007–2008 in 2008–2009 izvajal predmete Slovenski jezik I – Glasoslovje, Slovenski jezik II – Oblikoslovje, Slovenski jezik III – Skladnja).
Predavanja na tujih univerzah in znanstvenoraziskovalnih institucijah: Univerza v Bergamu, Univerza v Vidmu, Univerza v Krakovu, Univerza v Padovi, Univerza v Gdansku, Moskovska državna univerza, Ruska akademija znanosti, Moskovska pedagoška državna univerza, Univerza na Dunaju, Univerza v Tübingenu, Univerza La Sapienza.
Od novembra 2007 je dopolnilno zaposlen kot raziskovalec na Inštitutu za slovenski jezik Frana Ramovša Znanstvenoraziskovalnega centra Slovenske akademije znanosti in umetnosti, kjer sodeluje pri nastajanju dveh jezikovnih atlasov, in sicer OLA (Общеславянский лингвистический атлас Slovanski lingvistični atlas) in SLA (Slovenski lingvistični atlas).
Od oktobra 2004 je član delovne skupine Mednarodne komisije Slovanskega lingvističnega atlasa, septembra 2012 pa je postal tudi član te komisije, ki deluje pod okriljem Mednarodnega slavističnega komiteja in ima središče v Moskvi (v okviru dela pri OLA je doslej sodeloval na naslednjih rednih delovnih zasedanjih: Bratislava,Krakov, Struga (Makedonija), Bautzen/Budyšin (Lužica v Nemčiji),  Sarajevo, Minsk, Sofija, Moskva, Brno (Češka), Portorož, Lužnica (Hrvaška), Beograd, Bratislava).
Od decembra 2017 je član Komisije za standardizacijo zemljepisnih imen Vlade Republike Slovenije.
Je avtor knjig Zemljepisna in osebna lastna imena v kraju Livek in njegovi okolici (Založba ZRC, 2008), Primerjalno glasoslovje slovanskih jezikov 1: Od praindoevropščine do praslovanščine (Znanstvena založba Filozofske fakultete, 2014, 2016) in Tipologija lingvogenez slovanskih jezikov (Založba ZRC, 2018) ter okrog 90 znanstvenih prispevkov kot tudi soavtor jezikovnih atlasov OLA (Общеславянский лингвистический атлас Slovanski lingvistični atlas) 9 (2009), 10 (2015) in SLA (Slovenski lingvistični atlas) 1 (2011), 2 (2016).
Njegovi prvi dve monografiji, napisani v slovenskem jeziku, sta bili deležni recenzij v tujem znanstvenem tisku (Libuše Čižmárová: Uvaha (nejen) nad knihou Mateje Šekliho Zemljepisna in osebna lastna imena v kraju Livek in njegovi okolici, Acta onomastica 51/1 (2012), strani 384–397; Harald Bichlmeier: Matej Šekli: Primerjalno glasoslovje slovanskih jezikov 1: Od praindoevropščine do praslovanščine, Kratylos 62 (2016), strani 133–137).
Uredil je tudi knjižico Med Slovani / Among the Slavs, ki je prevod in priredbo knjižice Žepna slovenščina / Pocket Slovene (Ljubljana: Center za slovenščino kot drugi in tuji jezik, Oddelek za slovenistiko FF UL, 2008) in vsebuje osnovne sporazumevalne vzorce za vsakodnevno komunikacijo v vseh 16 sodobnih slovanskih knjižnih/standardnih (makro)jezikih. Sam je besedilo knjižice prevedel v gornjelužiškosrbski knjižni jezik.
Bil je vodja znanstvenega simpozija 1. Toporišičev dan na temo Skladnja enostavčne povedi slovenskega jezika (Brežice, Mostec, Dobova, 19. 10. 2018).
Namen znanstvenega simpozija 1.Toporišičev dan je bil ovrednotiti in nadaljevati znanstveno delo akad. prof. dr. Jožeta Toporišiča (1926–2014) na področju raziskovanja slovenskega jezika ter hkrati njegove izsledke na poljuden način posredovati zainteresirani strokovni in nestrokovni javnosti v Posavju ter širše v slovenskem jezikovnem prostoru kot tudi zunaj njega.
Tema znanstvenega simpozija 1. Toporišičev dan je bila obravnavana v 15 referatih, ki so jih predstavili jezikoslovci različnih teoretičnih modelov in metodoloških pristopov.
V okviru simpozija je potekala tudi okrogla miza na temo Skladnja enostavčne povedi pri pouku slovenščine v osnovni in srednji šoli, na kateri so se osnovno- in srednješolski učitelji ter študenti različnih jezikoslovnih študijskih programov pogovarjali z jezikoslovcem Kozmo Ahačičem.

### Nagrade
- Nagrada Škrabčeve ustanove za posebne dosežke na področju slovenističnega jezikoslovja
- Zlati znak ZRC SAZU

### Monografije
- Matej ŠEKLI, 2008: Zemljepisna in osebna lastna imena v kraju Livek in njegovi okolici. Ljubljana: ZRC SAZU.
- Matej ŠEKLI, 2016: Primerjalno glasoslovje slovanskih jezikov 1: Od praindoevropščine do praslovanščine. Ljubljana:Znanstvena založba Filozofske fakultete.
- Matej ŠEKLI, 2018: Tipologija lingvogenez slovanskih jezikov. Ljubljana: ZRC SAZU.

### Članki (izbor)
- Matej ŠEKLI, 2003: Odrazi praslovanskih oblikotvornih naglasnih tipov samostalnikov moške o-jevske sklanjatve v (knjižni) slovenščini. Jezikoslovni zapiski. Ljubljana.
- Matej ŠEKLI, 2005: Tonemski naglasni tipi glagola v (knjižni) slovenščini. Jezikoslovni zapiski. Ljubljana.
- Matej ŠEKLI, 2007: Ljudskozemljepisno izrazje v topoleksemih ledinskega imenja na Livškem. Razvoj slovenskega strokovnega jezika. Ljubljana.
- Matej ŠEKLI, 2009: Zemljepisna imena v Grgarju in njegovi okolici. Grgarski zbornik. Grgar.
- Matej ŠEKLI, 2011: Predzgodovina praslovanskega naglasnega sistema v luči moskovske naglasoslovne šole. Jezikoslovni zapiski. Ljubljana.
- Matej ŠEKLI, 2013: Metodologija določanja plasti mlajših romanizmov v slovenščini. Dialektološki razgledi. Ljubljana.
- Matej ŠEKLI, 2013: Analoški procesi nastajanja drugotnih vzorcev zlaganja v pozni praslovanščini. Slavistična revija. Ljubljana.
- Matej ŠEKLI, 2015: Slovanski knjižni mikrojeziki : opredelitev in prikaz pojava znotraj slovenščine. Država in narod v slovenskem jeziku, literaturi in kulturi. Ljubljana.
- Matej ŠEKLI, 2016: Gramatikalizacija glagolskih predpon : krajevni pomen, vrsta glagolskega dejanja, dovršnost. Toporišičeva obdobja. Ljubljana.
- Matej ŠEKLI, 2016: Frazni glagoli s prislovnima določiloma prostora/kraja in časa v narečni slovenščini na slovensko-romanskem jezikovnem stiku. Prostor in čas v frazeologiji. Ljubljana.
- Matej ŠEKLI, 2017: Odvisni stavki v jeziku Brižinskih spomenikov. Rokopisi slovenskega slovstva od srednjega veka do moderne. Ljubljana.
- Matej ŠEKLI, 2017: Obraz praslovanskega jata v prvih slovenskih knjigah iz leta 1550. 500 let reformacije. Maribor.
- Matej ŠEKLI, 2018: Remarks on the linguistic affiliation of the Freising Fragments.

The oldest linguistic attestations and texts in the slavic languages. Dunaj. 
- Matej ŠEKLI, 2018: Prislovno določilo kraja. Skladnja enostavčne povedi slovenskega jezika. Ljubljana.
- Matej ŠEKLI, 2018: Mladšie romanizmy v slovenskom jazyke (na materiale "Obščeslavjanskogo lingvističeskogo atlasa",vypuski 11 i 12). Trudy Instituta russkogo jazyka im. V. V. Vinogradova. Moskva.